# Drew Gilpin Faust
Catherine Drew Gilpin Faust (New York, 18 settembre 1947) è una storica statunitense, nonché la prima donna a ricoprire la carica di Rettore dell'Università di Harvard.
La Faust, ex preside del Radcliffe Institute for Advanced Study, è anche il primo presidente di Harvard dal 1972 senza una laurea universitaria o post-universitaria conseguita ad Harvard.

## Biografia

### Inizi e carriera
Faust è nata a New York ed è cresciuta nella contea di Clarke, Virginia, nella Valle di Shenandoah. Figlia di Catharine e McGhee Tyson Gilpin, proviene da una famiglia di leader aziendali e politici con importanti amicizie. Il suo bisnonno, Lawrence Tyson, fu senatore degli Stati Uniti per il Tennessee durante gli anni 1920.
Diplomatasi alla Concord Academy, Concord nel 1964, la Faust ottenne il suo B.A. dal Bryn Mawr College, il M.A. e il Ph.D. in civiltà americana all'Università della Pennsylvania nel 1975. Nello stesso anno, entrò alla facoltà Penn della medesima università come assistente professore di civiltà americana. Sulla base delle sue ricerche e dei suoi studi, fu poi nominata professoressa di storia presso la cattedra intitolata a Walter Annenberg. Specializzata nella storia del Sud degli Stati Uniti nel periodo prebellico ed in quella della Guerra di secessione, la Faust aprì nuove prospettive sulla storia intellettuale del Sud prebellico e sui ruoli mutevoli delle donne durante la Guerra di secessione. È autrice di cinque libri, in particolare di Mothers of Invention: Women of the Slaveholding South in the American Civil War ("Madri dell'invenzione: donne del Sud schiavista nella Guerra civile americana"), per il quale vinse nel 1997 il Premio Francis Parkman della Società degli storici americani.
Nel 2001, la Faust divenne la prima preside del Radcliffe Institute for Advanced Study, che aveva raccolto l'eredità del Radcliffe College.
La Faust è un'amministratrice fiduciaria del Bryn Mawr College, della Andrew Mellon Foundation e del National Humanities Center. Fa anche parte del consiglio educativo nazionale della Guggenheim Foundation. Dopo il divorzio dal primo marito, Stephen Faust, ha sposato Charles E. Rosenberg, uno storico della medicina che insegna anch'egli ad Harvard.

## Nomina a Presidente dell'Università di Harvard
Il 30 giugno 2006, l'allora Presidente di Harvard Lawrence H. Summers rassegnò le dimissioni dopo una tumultuosa serie di controversie (originate in parte da commenti che aveva fatto su una possibile correlazione tra il genere sessuale e il successo in certi campi accademici). Derek Bok, che aveva ricoperto la carica di Presidente di Harvard nel periodo 1971–1991, assunse l'incarico ad interim finché non fosse stata trovata una sostituzione permanente.

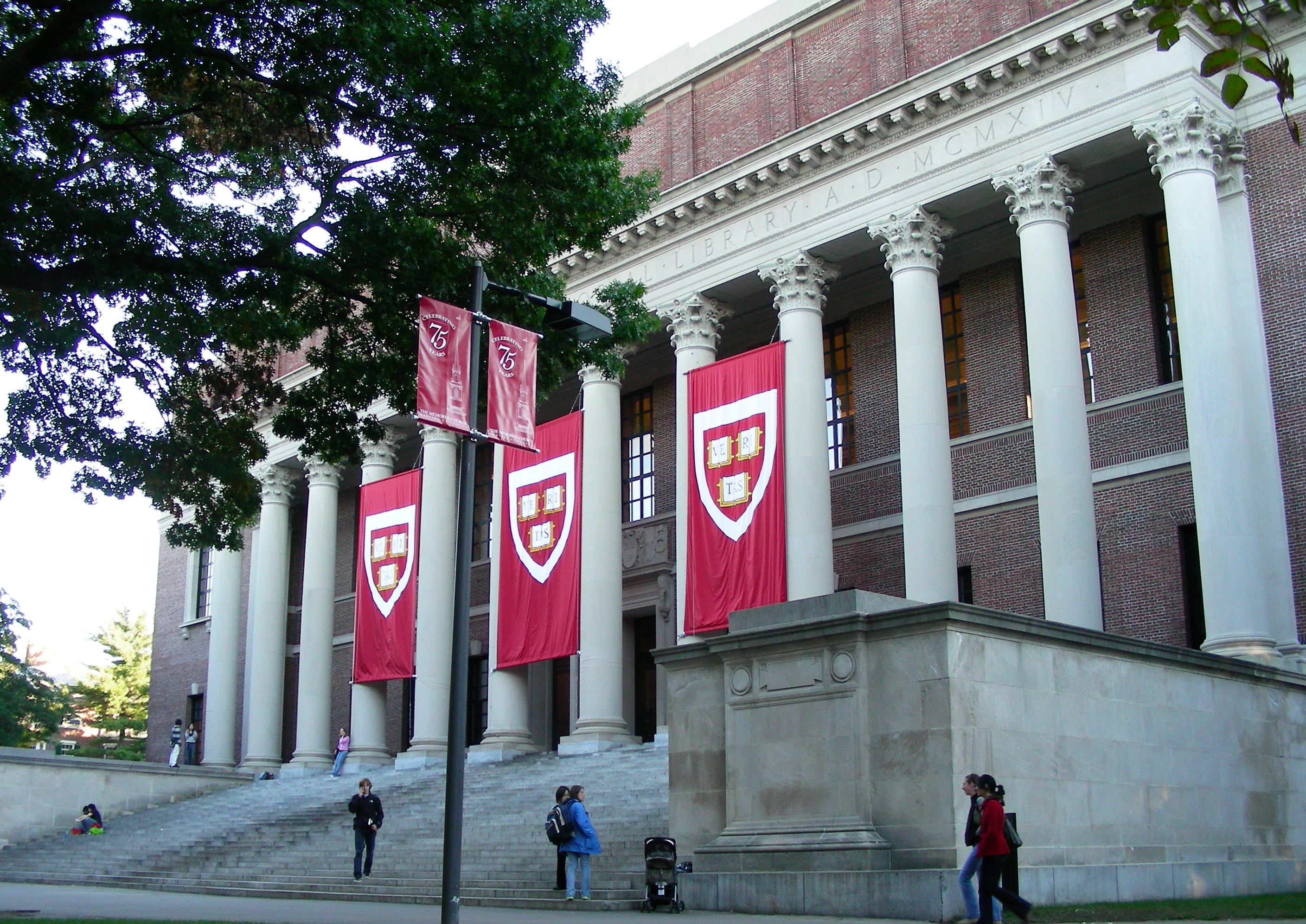
Preparativi per l'inaugurazione della presidenza di Drew Gilpin Faust.

L'8 febbraio 2007, The Harvard Crimson, il giornale studentesco dell'Università di Harvard, annunciò che Drew Gilpin Faust era stata prescelta come nuova presidente. In seguito all'approvazione formale da parte degli organi di governo dell'università, la sua nomina fu quindi ufficializzata tre giorni più tardi.
Durante una conferenza stampa al campus la Faust affermò: «Spero che la mia nomina possa essere un simbolo di un'apertura di opportunità che sarebbero state inconcepibili perfino una generazione fa». Ma aggiunse anche: «Io non sono la presidente donna di Harvard, io sono la presidente di Harvard».
Il 12 ottobre 2007, la Faust prese possesso della sua sede come presidente di Harvard a Cambridge (Massachusetts). Nell'inaugurazione, disse che «...un'università non si basa sui risultati del trimestre successivo; non si basa neanche su chi uno studente è diventato mediante la laurea. Si basa sull'apprendimento che plasma una vita, apprendimento che trasmette il lascito di millenni; apprendimento che forgia il futuro.»

## Vita privata
Alla Faust nel 1988 fu diagnosticato un tumore al seno, ma ha sempre rifiutato di parlare con i media sia della diagnosi che delle cure.

## Riconoscimenti
- La Faust è entrata nella classifica dei 100 personaggi più influenti del mondo stilata dalla rivista Time per il 2007.
- Nel maggio 2007, la Faust ha ricevuto un dottorato onorario in lettere umanistiche dal Bowdoin College.
- Nel 2009 ha ricevuto il premio Bancroft per l'opera This Republic of Suffering: Death and the American Civil War.

## Opere
- This Republic of Suffering: Death and the American Civil War (Knopf, 2008) ISBN 978-0375404047
- Mothers of Invention: Women of the Slaveholding South in the American Civil War (University of North Carolina Press, 1996) ISBN 978-0807855737
- Southern Stories: Slaveholders in Peace and War (University of Missouri Press, 1992) ISBN 978-0826209757
- The Creation of Confederate Nationalism: Ideology and Identity in the Civil War South (Louisiana State University Press, 1982) ISBN 978-0807116067
- James Henry Hammond and the Old South: A Design for Mastery (Louisiana State University Press, 1982) ISBN 978-0807112489
- A Sacred Circle: The Dilemma of the Intellectual in the Old South, 1840-1860 (University of Pennsylvania Press, 1977) ISBN 978-0812212297